# Capitan Comet
Capitan Comet (Adam Blake) è un supereroe immaginario della DC Comics creato dall'editore DC Julius Schwartz, dallo scrittore John Broome e dall'artista Carmine Infantino.
Una volta un personaggio minore del canone DC, occupa una posizione quasi unica nella storia DC come supereroi le cui origini non appartengono a nessuno dei due più grandi periodi dei fumetti sui supereroi da metà degli anni trenta e l'inizio degli anni settanta - la Golden e la Silver Age dei fumetti. Le sue prime storie cadono nella terra di nessuno, a cui qualche volta ci si riferì come la "Atomic Age" a causa dei ricorrenti temi fantascientifici della maggior parte dei fumetti del periodo, quando pochissimi supereroi dei fumetti venivano pubblicati e furono introdotti più o meno una dozzina di personaggi di brevissima durata.
Insieme a Namor e a Toro (spalla della Torcia Umana originale), fu tra i primi supereroi mutanti/metaumani (cioè che nacquero con i poteri), pubblicati prima degli X-Men. È uno dei pochi personaggi DC Comics che non ebbero le loro prime storie modificate in modo significativo dai grandi eventi nel corso degli anni come "Crisi sulle Terre infinite" e "Ora Zero".

## Storia di pubblicazione
Il personaggio di Capitan Comet comparve per la prima volta in una storia di 10 pagine, "The Origin Of Captain Comet", all'interno del fumetto di fantascienza Strange Adventures n. 9 (giugno 1951) pubblicato dalla National Comics (ora nota come DC Comics). Fu creato dall'editore di Strange Adventures Julius Schwartz, John Broome (sotto l'alias di Edgar Ray Merritt), e dall'artista Carmine Infantino con inchiostri di Bernard Sachs. Il personaggio si basò sul personaggio delle storie pulp Capitan Futuro. La sua prima comparsa avvenne in realtà in una storia in due parti, continuata in "The Art Bandits From Space" in Strange Adventures n. 10 (luglio 1951). Dal n. 12 (settembre 1951) Murphy Anderson divenne il nuovo illustratore, e disegnò tutte le comparse successive di Capitan Comet in Strange Adventures fino al n. 46 (luglio 1954); Sy Barry e Gil Kane disegnarono le ultime due storie, mentre John Broome scrisse tutti i numeri.
Capitan Comet comparve in 38 numeri di Strange Adventures (non comparendo solo nei n. 45, 47 e 48); la serie terminò in Strange Adventures n. 49 (ottobre 1954). Dall'inizio, Capitan Comet comparve sulla maggior parte delle copertine, illustrate per la maggior parte da Murphy Anderson o Gil Kane. Le storie avevano una lunghezza da sei a dieci pagine, accorciandosi poi da dieci pagine nel 1951 a otto pagine nel 1952 e infine a sei pagine dal maggio 1953. Comparve poi nel 1976, quando lo scrittore Gerry Conway e il co-scrittore David Anthony Kraft lo reintrodussero come personaggio di supporto in "Secret Society of Super Villains" cominciando da "No Man Shall Call Me Master" (Secret Society of Super Villains n. 1, luglio/agosto 1976). Comparve nella maggior parte dei numeri del fumetto, in associazione con Secret Society of Super Villains n. 1 (ottobre 1977), finché non fu cancellato con il n. 15 (giugno/luglio 1978). Durante la pubblicazione comparve anche in Super-Team Family Giant n. 13 (settembre 1977), una storia direttamente collegata alla serie Secret Society of Super Villains, e come protagonista per la prima volta fin dal 1954 in una storia estesa "Danger: Dinosaurs at Large!" in DC Special n. 27 (aprile/maggio 1977) di Gerry Conway e dell'artista Arvell Jones. Più avanti, Secret Society of Super Villains fu cancellato come parte di DC Implosion. Ironicamente, Capitan Comet era un personaggio popolare all'epoca - era diventato da poco secondo in un sondaggio per una potenziale adesione alla Justice League of America, e lo scrittore Bob Rozakis si presentò poi alla DC Comics con la proposta di una serie a fumetti dedicata a Capitan Comet.
Dopo la cancellazione di Secret Society of Super Villains, Capitan Comet entrò in un'altra pausa, le sue limitate comparse furono quelle di ospite negli altri fumetti DC durante gli anni ottanta. Quattro di queste furono cammei - Crisi sulle Terre infinite n. 5 (agosto 1985), n. 10 (gennaio 1986) e n. 12 (marzo 1986), e All-Star Squadron n. 53 (gennaio 1986). Due furono alleanze con Superman - DC Comics Presents n. 22 (giugno 1980) e n. 91 (marzo 1986); la quarta fu una rinarrazione delle sue origini da parte di Roy Thomas in Secret Origins Annual vol. 2 n. 1 (1987). Comparve anche nella serie non canonica DC Challenge (1986).
Divenne quindi un personaggio di supporto nella serie L.E.G.I.O.N. dal n. 16 (giugno 1990). Capitan Comet fu in realtà un rimpiazzo successivo del compagno viaggiatore dello spazio Adam Strange che sarebbe divenuto un personaggio regolare, o altrimenti si sarebbe scontrato con la serie limitata Adam Strange Prestige Format pubblicata intorno allo stesso periodo. Fu quindi parte della serie R.E.B.E.L.S. che continuò da L.E.G.I.O.N., e che fu cancellata con R.E.B.E.L.S. '96 n. 17 (marzo 1996), ed ebbe una storia individuale in Showcase '96 n. 10 (novembre 1996), dopo di che seguì un'altra pausa.
Fin dal 2005, sotto lo scrittore Jim Starlin, Capitan Comet ebbe il suo periodo più grande nelle pubblicazioni DC Comics fin dagli anni cinquanta, comparendo nella miniserie La guerra Rann-Thanagar (2005), comparendo nella miniserie di otto numeri "Mistery in Space" vol. 2 (2006), e fu poi co-protagonista in "Rann-Thanagar Holy War" (2008) e in Strange Adventures vol. 3 (2009), così come comparve brevemente negli eventi 52 e Crisi finale (2008).

## Biografia del personaggio

### 1950 - Strange Adventures
Capitan Comet, il "primo uomo del futuro", è un metaumano "nato mille anni prima del suo tempo", nel 1931 da una coppia di contadini del Mid-West. Il suo metagene fu attivato da una cometa di passaggio alla sua nascita.
Adam Blake scoprì le sue abilità uniche una volta cresciuto - all'età di quattro anni trovò l'anello che sua madre aveva perduto ("Sapevo che si trovava lì"), e all'età di otto anni dimostrò una notevole memoria fotografica leggendo velocemente un'enciclopedia intera e ricordandone le informazioni. Le altre abilità si manifestarono quasi istantaneamente, poteva suonare strumenti musicali senza aver preso lezioni ed era segretamente esperto negli sport a livelli olimpici. Durante il college salvò un compagno di classe da morte sicura con la forza del pensiero, ma nonostante i suoi poteri si sentì isolato dagli altri umani per le differenze che c'erano con loro. Dopo aver lasciato la scuola, divenne un bibliotecario a Midwest City, dove cercò aiuto da un rinomato psichiatra, il Professor Emery Zackro, che gli fece dei test e scoprì che il giovane era un meta - postulando che era un'inversione di un ritorno al passato evolutivo "un campione accidentale dell'uomo del futuro". La sua identità di Capitan Comet cominciò quando Adam utilizzò i suoi poteri per intervenire quando dei criminali tentarono di rubare un dispositivo scientifico avanzato inventato dal Professor Zackro. Immediatamente dopo, Blake e il Professore giunsero all'accordo che Blake doveva diventare un supereroe su base a tempo pieno, e fece la sua prima comparsa in pubblico come Capitan Comet combattendo giganteschi robot di terra appartenenti ad una razza aliena in cerca di un mondo da colonizzare. Durante la sua missione, Adam costruì una versione funzionante di un prototipo di nave spaziale disegnata dal Professor Zackro, che sarebbe poi divenuta la sua nave spaziale personale, "la Cometeer", e indossò un costume, una tuta spaziale e una pistola stordente sempre inventati dal Professore.
Nei successivi tre anni salvò la Terra da multiple invasioni aliene ed esplorò lo spazio a bordo della Cometeer, salvando altre civiltà e incontrando bellissime donzelle aliene in difficoltà. Durante questo periodo utilizzò grandemente la sua intelligenza e le sue abilità di lettore del pensiero per aiutare a risolvere i problemi e le situazioni, raramente facendo ricorso a soluzioni fisiche. Tra le sue avventure più strane, Capitan Comet si scontrò con gli Dei Greci nello spazio, combattendo dinosauri e creature aliene, e si ritrovò contro una scimmia malvagia super potente tipica dei fumetti degli anni '50 numerose volte.

### Anni '70 - Anni '80
Nel 1976 Capitan Comet ritornò sulla Terra, senza essere invecchiato, con un nuovo costume protettivo invece di una tuta spaziale, delle abilità incrementate - controllando le sue sembianze mentalmente (anche se sfortunatamente dimenticandosene e vestendosi in stile anni cinquanta) -, un potente pugno fisico così come forze mentali, super velocità e l'abilità di manipolare gli oggetti. Ebbe anche una spiegazione per la sua assenza - essendosi sempre sentito alienato dai normali esseri umani a causa delle sue abilità "per 20 anni ha attraversato le vie dello spazio, in cerca di sé". "È stato in giro per la galassia - due volte". Dopo aver frainteso una battaglia tra Lanterna Verde e Gorilla Grodd, e dopo essere stato ingannato da Grodd, finì per unirsi alla Società segreta dei supercriminali e combatté contro Darkseid e le forze di Apokolips con lui. Successivamente declinò l'invito a fare parte della Justice League of America, ma ne divenne un membro onorario e accettò di prendere dimora sul loro satellite. Dopo aver combattuto Chronos e i dinosauri a Gotham City, il Capitano continuò la sua crociata contro la Società segreta, ma dopo alcune battute d'arresto (la maggior parte delle quali orchestrate da Gorilla Grodd) fu lasciato comunque a seguirne le tracce.
Anche se fu presente al matrimonio di Ray "Atomo" Palmer e Jean Loring alcuni mesi più tardi, Capitan Comet rimase fuori vista per quasi due anni, contattando infine Superman quando gli effetti della cometa che lo mutò cominciarono a uscire, tramutandolo in una cometa umana mentre i suoi poteri fluttuavano all'impazzata. Con l'aiuto di Superman riuscì a rintracciare la cometa e stabilizzare i suoi poteri. L'aiuto di Superman fu di nuovo necessario sei anni più tardi quando il criminale Brain Storm tentò di incrementare i suoi poteri calanti rubando i poteri di Capitan Comet (nel frattempo accidentalmente evolvendo temporaneamente l'eroe).

### Anni '90 - L.E.G.I.O.N./R.E.B.E.L.S.
Passò i successivi due anni "vagabondando per le stelle...alla deriva", prima di venire catturato dal fuori legge dello spazio Dagon-Ra nonostante i suoi poteri si fossero accentuali ed espansi fino ad includere la quasi invulnerabilità, la telecinesi e una grande super forza. Salvato dalla L.E.G.I.O.N. si riprese nell'ospedale del loro quartier generale e fu invitato subito dopo ad unirsi a loro, cosa che poi accettò un anno dopo.
Il suo coinvolgimento nella L.E.G.I.O.N. fu soprattutto in ruolo di personaggio di supporto. Si innamorò della sua compagna scienziata Marij'n Bek, che gli fece da infermiera e studiò i massicci mal di testa di cui soffriva frequentemente. Questi erano il risultato di una possessione da parte di una psi-creatura avvenuta nello spazio prima di incontrare la L.E.G.I.O.N.; fu liberato infine da Vril Dox, lasciando il Capitano ancora una volta in ospedale per mesi. Poco dopo fu apparentemente ucciso da Lady Quark - che fu posseduta dallo stesso parassita che visse dentro di lui. Seppellito sotto una montagna su Ith'kaa, si scavò da solo la via d'uscita e utilizzò la sua conoscenza per manipolare la selvaggia popolazione indigena per raggiungere il livello tecnologico sufficiente a permettergli di costruirsi una nave spaziale (spiegando poi, senza ironia, che gli ci vollero sei mesi per industrializzare la società tribale poiché "erano lenti ad imparare"). Ritornando sul mondo dei R.E.B.E.L.S., Cairn, venne a sapere che il figlio di Vril Dox, Lyrl, aveva messo la maggior parte della L.E.G.I.O.N. sotto controllo mentale, rendendo fuggitivi i membri chiave della squadra e prendendo il controllo di Cairn; così, lui e Maryj'n formarono il movimento di resistenza per liberare la popolazione e rovesciare Lyrl, e furono fondamentali per la sua sconfitta. Come risultato, Capitan Comet divenne il leader della nuova formazione della L.E.G.I.O.N..
Durante questo periodo, Capitan Comet prese dimora (con Tyrone, un clone telepatico di bulldog creato geneticamente) nel Zelazny Building sulla "Hardcore Station", una stazione satellitare commerciale corrotta con una popolazione di molti milioni di individui in una zona spaziale libera situata tra diverse civiltà di commercianti.

### Post Anni '90

#### "La guerra Rann-Thanagar"
Ad un certo punto indefinito nei successivi dieci anni, Capitan Comet cessò di essere un leader e divenne un agente freelance pagato da Vril Dox, che tornò alle redini della L.E.G.I.O.N. Fu poi visto sotto contratto con Dox sul pianeta Ancar, che fu invaso dai Khunds durante la Guerra Rann-Thanagar; dopo un intervento della Lanterna Verde Kyle Rayner, decise di restare e aiutarlo a mettere fine alla guerra. Prima accompagnò Kyle sul distrutto pianeta Thanagar, dove costruirono una cupola protettiva e terraformarono il pianeta per creare un ambiente sicuro per i sopravvissuti. Poi si unì ad Adam Strange e a Hawkman per difendere Rann contro i Thanagariani sotto il controllo del demone Onimar Synn, che lui aiutò in modo significativo a distruggere.

#### 52eMystery in Space
Un anno dopo gli eventi di Crisi infinita, Capitan Comet fu catturato e torturato da Lady Styx, costringendolo a gettare a mare la sua primaria conoscenza del suo corpo prima della morte. Il suo sé fisico si fuse brevemente con quello di The Weird, che fluttuò nello spazio fin dalla sua morte, e entrambi furono resuscitati in nuovi corpi. Il nuovo corpo di Capitan Comet fu messo insieme alla Hardcore Station - con occhi d'oro, il fisico di un ventenne, e l'abilità di teletrasportarsi, anche se perse un po' della sua forza fisica. Abbreviando il suo nome in Comet (e fomentando la credenza errata che fosse il suo stesso nipote che cresceva) cercò i resti del suo vecchio corpo alla Hardcore Station, scoprendo che fu rubato dalla Corporazione Clericale della Luce Eterna e a cui fu data la caccia da una squadra di assassini telepatici. Irrompendo nell'edificio della Corporazione scoprì che i cloni dei telepati sotto controllo mentale furono costruiti con i resti carbonizzati del suo cadavere, che lui stesso provvide a distruggere. Divenuto un fuggitivo, si nascose dalla CCLE così che non potessero utilizzare il suo corpo per ulteriori clonazioni - portando così alla morte di migliaia di residenti della Hardcore Station quando la CCLE tagliò i supporti vitali per costringerli a dare loro Comet. Infine distrusse tutti i cloni e la CCLE uccidendo anche centinaia dei loro seguaci.

#### Rann-Thanagar Holy WareStrange Adventuresvol. 3
Soggetto ad un tentativo di assassinio da un seguace del CCLE sopravvissuto durante la resurrezione della fede, Comet accettò un'offerta di Adam Strange di lasciare la Hardcore Station e aiutare a evitare di far crescere il fanatismo religioso su Rann. Finì per lavorare con Adam Strange, Hawkman, Starfire, The Weird e Starman (Principe Gavyn) per combattere contro le influenze del signore della guerra Synnar (un tiranno cosmico dietro la Corporazione Clericale della Luce Eterna) e Lady Styx su Rann e Thanagar (che ancora una volta mise i due pianeti in guerra). La loro interferenza fu infine fondamentale nei piani di Lord Synnar per raggiungere un piano d'esistenza maggiore.
Successivamente, Comet scoprì dallo spirito futuro di Synnar che era destinato ad essere uno degli "Aberranti Sei", un gruppo di critici che voleva prevenire il Synnar di oggi (intrappolato nel corpo di The Weird) dall'universo distrutto. Infine, gli Aberranti Sei non si formarono e il futuro Synnar fu costretto ad andarsene, ma non prima che l'amico mercenario di Comet, Eye, fosse ucciso dal nemico semi-dio di Synnar per prevenire la formazione dei Sei. A Comet fu affidato Orb, il compagno robot di Eye, da Eye stessa fin quando non sarebbe ritornata, e gli fu detto da Synnar che una volta che sarebbe accaduto lui avrebbe "continuato le sue negoziazioni" - "Tutto cambiò, ma rimase com'era". Comet quindi fece ritorno alla Hardcore Station, e quasi immediatamente si unì ai nuovi R.E.B.E.L.S. di Vril Dox.

#### The New 52
Alla fine del n. 12 di Action Comics, si scoprì che Capitan Comet fu il primo Neo Sapiens, messo in lista dal Oort-Kind per trovare altri simili evoluti inclusa la nipote di Lois Lane, Suzie.

## Altre versioni
Capitan Comet comparve anche in un numero di fumetti DC Comics che non fanno parte della normale continuità:
- DC Challenge (novembre 1985 - ottobre 1986);
- Kingdom Come (1996), un'acclamata miniserie della Elseworld in cui Capitan Comet è un membro della nuova JLA formata da Superman. Fu scelto da Superman per essere il guardiano del Gulag, l'istituto di correzione/prigione per i metaumani che scelsero di sfidare la League; morì durante la rivolta della prigione.
- The Golden Age (1991), una miniserie della Elseworld dove Capitan Comet ebbe un cammeo nel numero finale. La storia si ambienta nel 1951, il primo anno della sua carriera di combattente del crimine.
- Sull'universo di Terra-9 della Tangent Comics, Capitan Comet è un supereroe afroamericano della Chicago di quella realtà che fu ucciso in Cecoslovacchia cercando di prevenire una guerra in Europa. Fu resuscitato e cercò vendetta per il bombardamento di una base militare statunitense.
- Ebbe una breve comparsa nel racconto della Elseworld JLA: Another Nail (2004), quando tutti i periodi temporali si fusero insieme.
- Una versione più matura di Capitan Comet combatté contro il tiranno Vril Dox nel crossover Armageddon 2011. Perse sua moglie, Marijin, nella battaglia, e fu ucciso lui stesso[42].

## Poteri e abilità
Capitan Comet è presumibilmente il pinnacolo dell'evoluzione umana. Le sue funzioni mentali metaumane non gli forniscono solo un livello intellettivo al limite della genialità, ma gli conferiscono una memoria fotografica e una telepatia impressionanti, permettendogli di leggere la mente altrui (incluse quelle delle razze aliene) e comunicare i suoi pensieri mentalmente. Possiede poteri telecinetici, che gli permettono di utilizzare il pensiero per muovere, sollevare e alterare la materia senza contatto fisico, di sollevare sé stesso e volare ad alta velocità, creare barriere di forza psichica e riflettere attacchi fisici, e lanciare attacchi di energia psionica che colpiscono con impatti concussivi o energia, solitamente nella forma di fulmini o colpi energetici. I suoi scudi telecinetici possono proteggerlo simultaneamente dal vuoto dello spazio e lo circondano con un ambiente respirabile.
Il suo cervello contiene centri sensoriali evoluti che gli permettono di accedere alla chiaroveggenza e prevedere gli eventi fuori dal suo raggio d'azione. La sua fisiologia evoluta lo rese originariamente forte e resistenze oltre il limite umano, al pari con Superman. Dopo la sua resurrezione, però, i suoi poteri fisici furono sensibilmente diminuiti, anche se le sue abilità mentali furono incrementate; ora esibisce poteri psionici più potenti, e l'abilità di teletrasporto può anche contenere gli altri, ma normalmente richiede un'ora per ricaricarsi dopo ogni "salto".

## Ristampe
- Numerose storie della serie Strange Adventures degli anni cinquanta furono ristampate in "Mysteries in Space: The Best of DC Science Fiction Comics", ed. Michael Uslan (Fireside Books/Simon e Schuster 1980);
- La storia presente in DC Comics Presents n. 22 (giugno 1980) fu ristampata in "Showcase Presents: DC Comics Presents Superman Team-Ups" vol. 1, (copertina semplice), 512 pagine (DC Comics, 2009);
- La serie del 2006 "Mystery in Space" fu ristampata in due volumi:
  - "Mystery in Space with Captain Comet: Volume One" (copertina semplice), 208 pagine (DC Comics, 2007)
  - "Mystery in Space with Captain Comet: Volume Two" (copertina semplice), 288 pagine (DC Comics, 2008)
- La serie "Rann-Thanagar Holy War" fu ristampata in due volumi;
- Il terzo volume di Strange Adventures fu ristampata.

## In altri media
Nell'episodio "Powerless!" della serie animata Batman: The Brave and the Bold, Aquaman fu raffigurato come Capitan Comet.